# Lupsingen
Lupsingen est une commune suisse du canton de Bâle-Campagne, située dans le district de Liestal.

Vue aérienne (1953).